# Przezprzem
Bezprzem, Biezprzem, Bezprym ([ˈbɛspʂɛm], [ˈbʲɛspʂɛm], [ˈbɛspɾ̥ɨm]) – staropolskie imię męskie, być może opisowe, a nie życzące, złożone z członów Bez- (staropolskie Biez-) i -przem. Być może było utworzone od imienia Przemysł. Zdaniem Aleksandra Brücknera drugi człon "przem" pochodzi od zapomnianego słowa "przem, przemy" - szczery, otwarty, prosty (stąd wywodzi się słowo uprzejmy); człon "przem" występuje też w imieniu Przemysław. Od imienia Bezprzem pochodzi nazwa miasta Veszprém.